# Nespresso
Nestlé Nespresso S. A., торгова марка Nespresso, є операційним підрозділом Групи Nestlé, що базується в Лозанні, Швейцарія. Машини Nespresso варять еспресо і каву з кавових капсул (або капсул в машинах для домашнього або професійного використання), типу попередньо розподіленого одноразового контейнера або багаторазових капсул з мелених кавових зерен, іноді з додаванням ароматизаторів. Після установки в машину капсули проколюються і обробляються, потім вода подається на нагрівальний елемент під високим тиском, що означає, що нагрівається тільки кількість для однієї чашки. Nespresso-це кава преміум-класу, і до 2011 року річний обсяг продажів перевищив 3 мільярди швейцарських франків. Слово Nespresso — це поєднання слів «Nestlé» і «Еспресо», які часто використовуються в інших брендах Nestlé (Nescafé, BabyNes, Nesquik).
Вся кава Nespresso обсмажується, подрібнюється і упаковується на одній з трьох фабрик в Швейцарії (Аванш, Орб і Ромон), але компанія продає свою систему машин і капсул по всьому світу, а також систему VertuoLine в Північній Америці і деяких інших країнах.